# Ochrilidia
Ochrilidia is een geslacht van rechtvleugeligen uit de familie veldsprinkhanen (Acrididae). De wetenschappelijke naam van dit geslacht is voor het eerst geldig gepubliceerd in 1873 door Carl Stål.

## Soorten
Het geslacht Ochrilidia omvat de volgende soorten:
- Ochrilidia ahmadi Wagan & Baloch, 2001
- Ochrilidia albrechti Jago, 1977
- Ochrilidia alshatiensis Usmani & Ajaili, 1991
- Ochrilidia beybienkoi Cejchan, 1969
- Ochrilidia cretacea Bolívar, 1914
- Ochrilidia curta Bey-Bienko, 1960
- Ochrilidia filicornis Krauss, 1902
- Ochrilidia geniculata Bolívar, 1913
- Ochrilidia gracilis Krauss, 1902
- Ochrilidia harterti Bolívar, 1913
- Ochrilidia hebetata Uvarov, 1926
- Ochrilidia intermedia Bolívar, 1908
- Ochrilidia johnstoni Salfi, 1931
- Ochrilidia marmorata Uvarov, 1952
- Ochrilidia martini Bolívar, 1908
- Ochrilidia mistshenkoi Bey-Bienko, 1936
- Ochrilidia nubica Werner, 1913
- Ochrilidia nuragica Massa, 1994
- Ochrilidia obsoleta Uvarov, 1936
- Ochrilidia orientalis Salfi, 1931
- Ochrilidia pachypes Chopard, 1950
- Ochrilidia pasquieri Descamps, 1968
- Ochrilidia persica Salfi, 1931
- Ochrilidia popovi Jago, 1977
- Ochrilidia pruinosa Brunner von Wattenwyl, 1882
- Ochrilidia richteri Bey-Bienko, 1960
- Ochrilidia sicula Salfi, 1931
- Ochrilidia socotrae Massa, 2009
- Ochrilidia surcoufi Chopard, 1937
- Ochrilidia tibialis Fieber, 1853
- Ochrilidia tryxalicera Stål, 1873
- Ochrilidia turanica Bey-Bienko, 1936